# Bank of Israel
31°46′53″N 35°12′04″Ø / 31.78139°N 35.20111°Ø
Bank of Israel (בנק ישראל) er Israels centralbank som blev grundlagt 24. august 1954. Bank of Israel har sine hovedkontorer i Jerusalem, med underafdelinger i Tel Aviv. Den nuværende bankchef er Karnit Flug.

## Liste over bankchefer
- David Horowitz, 1954–1971
- Moshe Sanbar, 1971–1976
- Arnon Gafni, 1976–1981
- Dr. Moshe Mendelbaum, 1982–1986
- Prof. Michael Bruno, 1986–1991
- Prof. Jacob A. Frenkel, 1991–2000
- Dr. David Klein, 2000–2005
- Prof. Stanley Fischer, 2005–2013
- Karnit Flug, 2013–

## Eksterne links
- Wikimedia Commons har flere filer relateret til Bank of Israel
- Officielle side: Bank of Israel Arkiveret 14. november 2012 hos  Wayback Machine
- The Bank of Israel lowers the interest rate for February 2007 by 25 basis points to 4.25 percent  Arkiveret 29. september 2007 hos  Wayback Machine – Pressemeddelelse
- Exports Boost Economy in Israel – Undersøgelse udført af Bank of Israel